# Alberto Carpani
Alberto Carpani (Pavia, 1956. április 23. – Pavia, 2020. május 11.), ismertebb művésznevén Albert One olasz italo disco énekes és dalszerző. Az 1970-es évek végén és az 1980-as években Albert One művésznéven több népszerű slágere is volt, melyek közül a legismertebb talán a Turbo Diesel című dal 1984-ből. Az 1990-es évek végén az eurodance műfajában is alkotott, ekkoriban A.C. One művésznéven. Legismertebb dala ebből a korszakból a Sing a Song Now Now. Zenei producerként és lemezlovasként is tevékenykedett.

## Élete
Az 1970-es évek végétől zenélt, az 1980-as években lett nemzetközileg is ismert előadó. Ekkoriban számos kislemezt kiadott: "Yes No Family", "Turbo Diesel", "Heart on Fire", "Lady O", "For Your Love", "Secrets", "Hopes & Dreams", "Everybody", "Visions", illetve "Loverboy". Ezek közül a "Turbo Diesel" lett a legnagyobb siker. Dalait a ZYX Music és a Baby Records adta ki.
Négy művésznevet használt pályafutása során: A1, Jock Hattle, Albert One és A.C. One, legnagyobb slágerei utóbbi két név alatt jelentek meg. Italo disco projektekben is közreműködött (Clock On 5, Enola, Funny Twins, Tom Dollar, X-One). Az 1990-es évek második felében az eurodance felé fordult, utolsó nagy slágere "Sing a Song Now Now" címmel jelent meg 1999-ben, ez a spanyol kislemezlistán a 6. helyig jutott.
Carpani 2020. május 11-én hunyt el szülővárosában COVID–19-fertőzés következtében, 64 éves korában.

## Diszkográfia

### Nagylemez (Albert One néven)
- Everybody (1988, ZYX Music)

### Kislemezek

#### Albert One néven
- Turbo Diesel (1984)
- Heart on Fire (1985)
- Lady O (1985)
- For Your Love (1986)
- Secrets (1986)
- Hopes & Dreams (1987)
- Everybody (1988)
- Visions (1988)
- Loverboy (1989)
- All You want (1993)
- Mandy (1998)
- Music (2002)
- Face to Face (2015)
- All for One (2017)

#### A.C. One néven
- Sing a Song Now Now (1999)
- Sing a Song Now Now (remix) (2000)
- Ring the Bell (2000)
- Angels (Love Is the Answer) (2008)

## Fordítás
- Ez a szócikk részben vagy egészben  az   Alberto Carpani című angol Wikipédia-szócikk ezen változatának fordításán alapul.  Az eredeti cikk szerkesztőit annak laptörténete sorolja fel. Ez a jelzés csupán a megfogalmazás eredetét és a szerzői jogokat jelzi, nem szolgál a cikkben szereplő információk forrásmegjelöléseként.